# Bezirksklasse Magdeburg-Anhalt 1938/39

M.S.C. Preußen 1899 Am 40. Geburtstag im grauen Niemands-Land.

Die Bezirksklasse Magdeburg-Anhalt 1938/39 war die sechste Spielzeit der seit 1933 als Unterbau zur Gauliga Mitte fungierenden zweitklassigen Bezirksklasse Magdeburg-Anhalt. Durch den Aufstieg des FV Fortuna Magdeburg bedingt, verringerte sich das Teilnehmerfeld für diese Saison wieder auf elf Vereine. Den begehrten Meister-Wimpel und damit die Chance auf einen eventuell eigenen Gauliga-Aufstieg, eroberte sich der überzeugende und konstante FC Preußen Burg. Germanias Novizen aus Wernigerode und die Mannen aus Tangermünde boten lange ernsthaft Paroli und hielten so, die Meisterschaft extrem spannend. Auch der zweite Neuling aus Staßfurt, bot eine lobenswerte Saisonleistung. Erneut eher enttäuschend dagegen, das Abschneiden der Magdeburger 99-Preußen. Im vierzigsten Jahr seit ihrer Vereins-Gründung, schrammten sie nur knapp an einer völligen Blamage vorbei. Politisches Unheil entsandte aufziehende, widrige Vorboten. Die Regionen um Harz und Altmark sahen sich für die kommende Spielzeit, aufgrund kriegsbedingter Kader-Problematik außerstande, noch konkurrenzfähige Teams aufzubieten und alle anfallenden Reisekosten zu decken. Somit entschieden sich der Tabellen-Zweite Wernigerode, der Dritte Tangermünde, der Sechste Stendal sowie der Siebente Halberstadt, zu Beginn der neuen Serie wegen personeller Ausdünnung, ihr Startrecht nicht wahrzunehmen und es freiwillig aufzugeben. Der FC 1915 Mildensee und der VfL Viktoria-Neustadt 1860, erst vor knapp zwei Jahren die Nachfolge des insolventen Vorgänger-Vereins Magdeburger FC Viktoria 1896 antretend, stiegen  in die weniger beachtete Drittklassigkeit ab.
Da das Teilnehmerfeld für die kommende Spielzeit unbedingt verringert werden sollte, wurden einmalig in der Historie, drei offizielle Absteiger ausgespielt. 
Als Aufsteiger komplettierten der SV 07 Bernburg und auch erstmals der VfB Groß-Ottersleben die nächstjährige Bezirksklassen-Saison 1939/40.

## Abschlusstabelle
Tabellen, Zahlen und Resultate sind aus den im Unterpunkt Quellen notierten Zeitungen entnommen.
Ermittelte Spiele: 109 von 110 / Ermittelte Tore: 526

(6. Spielzeit - Saison-Beginn: 21.08.1938)
| Pl. | Verein                       | Sp.    | Tore  | Quote | Punkte |
| --- | ---------------------------- | ------ | ----- | ----- | ------ |
| 1.  | FC Preußen 02 Burg           | 20     | 56:42 | 1,33  | 28:12  |
| 2.  | VfL Germania Wernigerode (N) | 20     | 61:31 | 1,97  | 27:13  |
| 3.  | Saxonia 07 Tangermünde       | 20     | 66:40 | 1,65  | 26:14  |
| 4.  | SV 09 Staßfurt (N)           | 20     | 63:41 | 1,53  | 23:17  |
| 5.  | SV Wacker Bernburg           | 20     | 41:39 | 1,05  | 22:18  |
| 6.  | FC Germania Halberstadt      | 20     | 43:46 | 0,93  | 20:20  |
| 7.  | FC Viktoria 09 Stendal       | 20     | 44:47 | 0,84  | 19:21  |
| 8.  | MSC Preußen 99               | 20     | 47:56 | 0,88  | 18:22  |
| 9.  | SpVgg 04 Thale               | 20     | 38:54 | 0,70  | 14:26  |
| 10. | FC 1915 Mildensee            | a 19 a | 41:61 | 0,67  | 13:25  |
| 11. | VfL Viktoria-Neustadt 1860   | a 19 a | 26:69 | 0,37  | 08:30  |

 a Nach-Recherche:  
 [* Das Spielresultat: Viktoria-Neustadt vs.Mildensee, konnte bisher nicht ermittelt werden.
 Es wird ein 1:0-Heimsieg erwähnt, welcher aber bisher nicht wirklich ausreichend journalistisch-belastbar nachgewiesen ist.] 

[* Das Spiel: Staßfurt 09 vs. MSC Preußen 99, (absolviert 2:4), wurde wegen Mitwirkens eines nicht-spielberechtigten Spielers auf Seiten der Magdeburger, mit 0:0 Toren und 2:0 Punten für Staßfurt gewertet und ist in dieser Form in den Tabellenstand eingerechnet.] 
| (N) | Aufsteiger aus den 1. Kreisklassen |

(bei Punktgleichheit entschied in allen Klassen und Runden jeweils der Tor-Quotient über die Tabellen-Platzierung)

## Aufstiegsrunde
In der Aufstiegsrunde spielten die 4 Gewinner der einzelnen 1. Kreisklassen um die beiden Aufstiegsplätze zur Bezirksklasse Magdeburg-Anhalt 1939/40.
Gespielte Spiele: 12 / Erzielte Tore: 45 / Ausspielung: 30.04. – 11.06.1939
| Pl. | Verein                                              | Sp. | Tore  | Quote | Punkte |
| --- | --------------------------------------------------- | --- | ----- | ----- | ------ |
| 1.  | SV 07 Bernburg * (Sieger Kreisklasse Anhalt)        | 6   | 15:80 | 1,87  | 8:4    |
| 2.  | VfB Groß-Ottersleben (Sieger Kreisklasse Magdeburg) | 6   | 14:80 | 1,75  | 7:5    |
| 3.  | FC Askania Aschersleben (Sieger Kreisklasse Harz)   | 6   | 10:15 | 0,66  | 6:6    |
| 4.  | VfB 07 Klötze (Sieger Kreisklasse Altmark)          | 6   | 06:14 | 0,42  | 3:9    |

[ * Kuriose Besonderheit:  Der SV 07 Bernburg bestritt nur 5 Spiele, weil der SV Viktoria 03 Zerbst, vom Fachverband voreilig zum Anhalt-Kreismeister erklärt, die Aufstiegsspiele ab 30. April in Angriff nahm. Bernburg hatte zum Zeitpunkt der vorläufigen AR-Meldefrist noch zwei Meisterschafts-Nachholespiele zu absolvieren. Man traute der Mannschaft, seitens des Verbandes nicht zu, eine um 15 Tore schlechtere Tor-Bilanz gegenüber dem Rivalen aus Zerbst noch zu egalisieren. Doch gewann Bernburg beide Spiele mit einem Torverhältnis von insgesamt 18:2 und verwies den Kontrahenten somit doch noch auf den Vize-Rang. Die letzte Nachhole-Partie war für Mittwoch, den 3. Mai terminiert. Die Aufstiegsrunde sollte aber schon vier Tage vorher beginnen. So kam es zum Kuriosum, daß ein im Nachhinein zu frühzeitig unberechtigt entsandter Vize-Kreismeister zum 1. Aufstiegsspiel antrat, dessen erfolgreiches Spiel-Resultat der dann eigentlich gekürte Meister, mit Billigung des Fachverbandes statistisch übernehmen durfte und mit nur 5 selbst-ausgetragenen Spielen und einem 4:2-Fremdsieg-Resultat eines anderen Vereins ausgestattet, den Aufstieg in die höhere Spielklasse realisierte.]